# Municipio de German (Pensilvania)
El municipio de German (en inglés: German Township) es un municipio ubicado en el condado de Fayette en el estado estadounidense de Pensilvania. En el año 2000 tenía una población de 5.595 habitantes y una densidad poblacional de 65 personas por km².

## Geografía
El municipio de German se encuentra ubicado en las coordenadas 39°53′29″N 79°51′53″O / 39.89139, -79.86472.

## Demografía
Según la Oficina del Censo en 2000 los ingresos medios por hogar en la localidad eran de $27,434 y los ingresos medios por familia eran de $32,428. Los hombres tenían unos ingresos medios de $33,646 frente a los $20,333 para las mujeres. La renta per cápita de la localidad era de $16,769. Alrededor del 19,9% de la población estaba por debajo del umbral de pobreza.